# Сен-Про, Шарль
Шарль Сен-Про (фр. Charles Saint-Prot) — французский историк и политолог.
Специалист в области международных отношений и геополитики, в особенности по проблемам Ближнего Востока, исламского мира, процессов исламизации. Директор Центра геополитических исследований (фр. L'Observatoire d’études géopolitiques, OEG) в Париже, сотрудник Центра международного, европейского и сравнительного права юридического факультета Университета имени Декарта. Редактировал журналы «Национальная мысль» (фр. Pensée Nationale), «Журнал исследований по международным отношениям» (фр. Revue d'études des relations internationales; 1979—1981), «Ближний Восток и Третий мир» (фр. Proche-Orient et Tiers Monde; 1982—1986), в настоящее время главный редактор журнала «Геополитические исследования».
Шарлю Сен-Про принадлежат написанные с симпатией книги о Ясере Арафате (фр. Yasser Arafat; 1990) и Саддаме Хусейне (фр. Saddam Hussein. Un gaullisme arabe; 1987), вторая с характерным подзаголовком «Арабский голлизм». Среди его обзорных трудов выделяется книга «Ислам. Будущее традиции между революцией и вестернизацией» (фр. Islam: l'avenir de la Tradition entre révolution et occidentalisation; 2008).